# Shoji Shiba
 (août 2024).
Si vous disposez d'ouvrages ou d'articles de référence ou si vous connaissez des sites web de qualité traitant du thème abordé ici, merci de compléter l'article en donnant les références utiles à sa vérifiabilité et en les liant à la section « Notes et références ».
Shoji Shiba, né le 1er janvier 1930, est un spécialiste mondialement connu du management par la qualité,. Il a notamment introduit en Europe la méthode utilisant le diagramme KJ, du nom de Kawakita Jiro.
Le docteur Shoji Shiba est professeur de management à l'Université de Tsukuba (Management par la Qualité Totale), dont il a été le doyen. Il est professeur associé au Massachusetts Institute of Technology (MIT). Il a fondé avec des chefs d'entreprises américaines (Motorola, Analog Devices, Teradyne) le « Center for Quality of Management ».
Sa contribution aux méthodes de management par la qualité est immense. Il a été distingué à plusieurs reprises au niveau international, avec notamment en 2002, le prix Deming individuel et, en 2003, au MIT, le Teaching Fellow Award. Martine Morel dans son livre déclare qu'« il a un talent exceptionnel pour présenter simplement les grands défis des entreprises aujourd'hui ». Ses conférences apportent des pistes concrètes de développement. Ses axes de recherche actuels portent sur les outils et méthodes pour discerner les grandes ruptures à venir d'une façon simple, participative et efficace afin de mieux les anticiper.
Il a contribué au « Management par la percée » (Breakthrough Management) qui peut être défini comme « le procédé permettant de réussir une transition vers une nouvelle activité totalement différente, rentable, en brisant les obstacles psychologiques, organisationnels et techniques ». Shoji Shiba se plait à préciser qu'il s'agit d'un « agencement subtil de langage rationnel et subjectif », dans lequel il convient de porter son attention sur les signaux faibles, vecteurs de changement dans l'entreprise. Shoji Shiba travaille depuis 2004 avec la Confederation of Indian Industry (CII). Il a développé dans ce cadre un programme appelé Visionary Leaders in Manufacturing (VLFM).
En 2008, en application du concept de « désintermédiation », il a contribué avec David Walden et Sarita Nagpal, directeur général adjoint de la CII, à une expérience d'édition participative « donnant - donnant » avec diverses organisations orientées vers la qualité en leur donnant libre accès aux originaux du livre sur le Breakthrough Management. Cet ouvrage a été publié au Quebec, au Portugal, au Pakistan, et en Thaïlande, et a été traduit en Hongrie, en Corée et en France (2007).

## Publications
En français
- La Conception à l'écoute du marché, avec D. Noyé, B. Jouslin de Noray, M. Morel, Mouvement Français pour la Qualité, Insep Consulting Editions, 1996
- Quatre Révolutions du management par la qualité totale : manuel d'apprentissage et de mise en œuvre du système TQM, avec Alan Graham, David Walden et Jean-René Fourtou, Dunod, 2000
- TQM : Quatre Révolutions Pratiques dans le Management, avec Alan Graham et David Walden, Dunod, 2003
- Le Management par la percée. Méthode Hoshin, avec Martine Morel, Insep Consulting Editions, 2007
- Le Management selon Shiba] : capter les signaux du changement pour une performance durable, avec M. Morel, Éditions d'Organisation, 2007

En anglais
- Une liste est accessible à la page Related books and manuals

## Documents connexes
- Le diagramme des affinités (méthode KJ) Claude Rochet, mars 1998
- Breakthrough Management